# Pronerice ludecia
Pronerice ludecia är en fjärilsart som beskrevs av William Schaus 1939. Pronerice ludecia ingår i släktet Pronerice och familjen tandspinnare. Inga underarter finns listade i Catalogue of Life.